# Pravila privlačnosti
Pravila privlačnosti (eng.: Rules of Atrraction) drugi je roman Breta Eastona Ellisa iz 1987. godine. Za razliku od njegovog prvog romana Manje od nule, pravila privlačnosti ima naglašenije satiričke i humorističke elemente, iako sam roman zadržava mračnu atmosferu prethodnika. Radnja je ispričana iz prvog lica, kroz perspektive nekolicine razmaženih i promiskuitetnih studenata koji pohađaju fikcionalni Camden college u 1980.-ima. Jedna od zanimljivosti romana jest poglavlje u kojemu ulogu naratora ima Patrick Bateman, kasniji protagonist Ellisova Američkog psiha.
2002. godine roman je adaptiran u istoimeni film, za kojeg je Bret Easton Ellis rekao da je došao najbliže od svih adaptacija njegovih radova rekreiranju originalne atmosfere.